# Portillo, Valladolid
Portillo är en ort och kommun i provinsen Valladolid i den autonoma regionen Kastilien och León i nordvästra Spanien. Orten ligger cirka 22,5 kilometer sydost om Valladolid. Kommunen har 2 368 invånare (2024), på en yta av 64,42 km².